# Mistrzostwa Świata w Lekkoatletyce 1983 – dziesięciobój mężczyzn

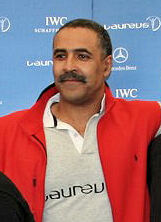
Mistrz świata Daley Thompson

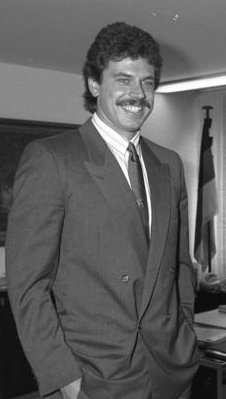
Wicemistrz świata Jürgen Hingsen

Dziesięciobój mężczyzn – jedna z konkurencji rozgrywanych podczas lekkoatletycznych mistrzostw świata w 1983 na Stadionie Olimpijskim w Helsinkach.

## Terminarz
| Data        | Konkurencje                                                                         |
| ----------- | ----------------------------------------------------------------------------------- |
| 12 sierpnia | bieg na 100 m skok w dal pchnięcie kulą skok wzwyż bieg na 400 m                    |
| 13 sierpnia | bieg na 110 m przez płotki rzut dyskiem skok o tyczce rzut oszczepem bieg na 1500 m |

## Rekordy
|               | Zawodnik       | Wynik       | Miejsce                | Data             |
| ------------- | -------------- | ----------- | ---------------------- | ---------------- |
| Rekord świata | Jürgen Hingsen | 8779 (8825) | Filderstadt-Bernhausen | 4–5 czerwca 1983 |

## Wyniki
| Poz. | Zawodnik             | Punkty      | 100     | W dal  | Kula    | Wzwyż  | 400     | 110 ppł   | Dysk    | Tyczka | Oszczep | 1500    |
| ---- | -------------------- | ----------- | ------- | ------ | ------- | ------ | ------- | --------- | ------- | ------ | ------- | ------- |
| 1    | Daley Thompson       | 8666 (8714) | 10,60 s | 7,88 m | 15,25 m | 2,03 m | 48,12 s | 14,37 s w | 44,46 m | 5,10 m | 65,24 m | 4:29,72 |
| 2    | Jürgen Hingsen       | 8561 (8599) | 10,95 s | 7,75 m | 15,66 m | 2,00 m | 48,08 s | 14,36 s w | 43,30 m | 4,90 m | 67,42 m | 4:21,59 |
| 3    | Siegfried Wentz      | 8478 (8513) | 10,94 s | 7,24 m | 15,11 m | 2,00 m | 48,09 s | 14,13 s w | 44,98 m | 4,70 m | 75,08 m | 4:28,52 |
| 4    | Uwe Freimuth         | 8433 (8469) | 11,15 s | 7,43 m | 15,25 m | 2,00 m | 48,43 s | 14,89 s w | 48,64 m | 4,80 m | 70,48 m | 4:28,61 |
| 5    | Stephan Niklaus      | 8212 (8207) | 10,69 s | 7,06 m | 14,88 m | 2,03 m | 48,12 s | 15,06 s w | 48,74 m | 4,20 m | 73,94 m | 4:49,35 |
| 6    | Aleksandr Niewski    | 8201 (8176) | 11,07 s | 7,20 m | 14,90 m | 2,00 m | 49,35 s | 14,63 s w | 49,08 m | 4,20 m | 64,50 m | 4:19,90 |
| 7    | Torsten Voss         | 8167 (8140) | 10,69 s | 7,48 m | 14,12 m | 2,03 m | 48,02 s | 14,49 s w | 38,10 m | 4,60 m | 60,08 m | 4:31,19 |
| 8    | Steffen Grummt       | 8149 (8142) | 11,18 s | 7,26 m | 16,14 m | 1,91 m | 48,97 s | 14,61 s w | 46,98 m | 4,60 m | 64,54 m | 4:32,56 |
| 9    | Guido Kratschmer     | 8096 (8059) | 10,86 s | 7,35 m | 14,99 m | 1,94 m | 48,61 s | 14,29 s w | 46,56 m | 4,60 m | 52,24 m | 4:36,43 |
| 10   | Dariusz Ludwig       | 7982 (7957) | 11,17 s | 7,29 m | 13,77 m | 2,00 m | 48,84 s | 15,33 s w | 43,90 m | 4,70 m | 62,00 m | 4:26,05 |
| 11   | Trond Skramstad      | 7827 (7775) | 11,20 s | 6,90 m | 13,53 m | 2,00 m | 49,13 s | 14,90 s   | 38,18 m | 4,50 m | 59,78 m | 4:18,18 |
| 12   | Robert De Wit        | 7769 (7715) | 11,36 s | 6,70 m | 12,73 m | 1,97 m | 49,46 s | 14,76 s   | 42,28 m | 4,60 m | 59,70 m | 4:18,92 |
| 13   | Martin Machura       | 7639 (7568) | 11,17 s | 7,27 m | 14,45 m | 2,00 m | 50,24 s | 16,23 s   | 48,08 m | 4,40 m | 54,68 m | 4:56,76 |
| 14   | Conny Silfver        | 7527 (7464) | 11,41 s | 6,64 m | 14,80 m | 1,91 m | 51,55 s | 15,00 s   | 41,70 m | 4,40 m | 60,08 m | 4:36,94 |
| 15   | Þráinn Hafsteinsson  | 7356 (7277) | 11,73 s | 6,53 m | 13,80 m | 1,82 m | 50,47 s | 15,81 s   | 48,58 m | 4,10 m | 56,28 m | 4:22,72 |
| 16   | Joško Vlašić         | 7329 (7261) | 11,55 s | 6,99 m | 13,33 m | 1,85 m | 51,01 s | 15,01 s   | 39,38 m | 4,00 m | 58,46 m | 4:29,25 |
| 17   | Ángel Díaz           | 6239 (6191) | 11,65 s | 6,37 m | 8,98 m  | 1,91 m | 52,01 s | 16,15 s   | 25,70 m | 3,50 m | 50,90 m | 4:29,42 |
| 18   | Niulolo Pelesikoti   | 5332 (5278) | 11,80 s | 6,47 m | 10,76 m | 1,67 m | 53,13 s | 16,65 s   | 33,70 m | 3,40 m | NM      | 5:08,32 |
| –    | Harri Sundell        | DNF         | 11,11 s | 7,23 m | 13,95 m | 2,06 m | 49,49 s | 14,72 s   | 42,10 m | 4,30 m | NM      | DNS     |
| –    | Claudio Escauriza    | DNF         | 11,41 s | 6,77 m | 13,23 m | 1,85 m | 52,98 s | 17,77 s   | 38,74 m | 4,00 m | DNS     |         |
| –    | John Crist           | DNF         | 11,42 s | 6,76 m | 12,89 m | 1,88 m | 51,67 s | DNF       | 42,02 m | DNS    |         |         |
| –    | Konstantin Achapkin  | DNF         | 11,02 s | 7,44 m | 13,73 m | 1,94 m | 49,43 s | DNF       | DNS     |        |         |         |
| –    | Grigorij Diegtiariow | DNF         | 11,01 s | 7,41 m | 15,03 m | NM     | DNS     |           |         |        |         |         |
| –    | Mark Anderson        | DNF         | 11,39 s | 6,83 m | 13,61 m | DNS    |         |           |         |        |         |         |
| –    | Ahmed Mahour Bacha   | DNF         | 11,64 s | 6,69 m | DNS     |        |         |           |         |        |         |         |